# Elecciones estatales del Sarre de 2004

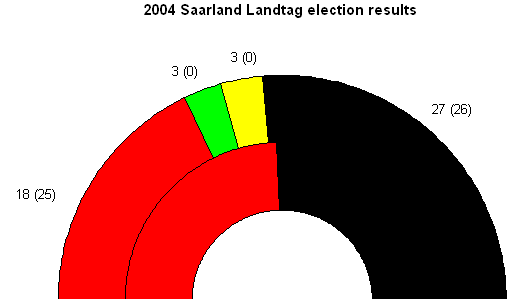
Escaños -- SPD en rojo, CDU en negro, Verdes en verde, FDP en amarillo

Las elecciones estatales del Sarre de 2004 se llevaron a cabo el 5 de septiembre de ese año, con el propósito de elegir a los miembros del Parlamento Regional del Sarre. 

## Resultados
La participación fue del 55,5%. Los resultados fueron:
| Partido | Partido                                       | Votos   | % votos       | Escaños | % escaños |
| ------- | --------------------------------------------- | ------- | ------------- | ------- | --------- |
|         | Unión Demócrata Cristiana (CDU)               | 209,690 | 47.5% (+2.0)  | 27 (+1) | 52.9%     |
|         | Partido Socialdemócrata de Alemania (SPD)     | 136,224 | 30.8% (-13.6) | 18 (-7) | 35.3%     |
|         | Alianza 90/Los Verdes (Grüne)                 | 24,830  | 5.6% (+2.4)   | 3 (+3)  | 5.9%      |
|         | Partido Democrático Liberal (FDP)             | 22,842  | 5.2% (+2.6)   | 3 (+3)  | 5.9%      |
|         | Partido Nacionaldemócrata de Alemania (NPD)   | 17,590  | 4.0% (+4.0)   | 0 (+0)  | 0.0%      |
|         | Partido de las Familias de Alemania (FAMILIE) | 13,106  | 3.0% (+2.0)   | 0 (+0)  | 0.0%      |
|         | Partido del Socialismo Democrático (PDS)      | 10,240  | 2.3% (+1.5)   | 0 (+0)  | 0.0%      |
|         | Die Grauen – Graue Panther (GRAUE)            | 6,285   | 1.4% (+1.4)   | 0 (+0)  | 0.0%      |
| Otros   | Otros                                         | 821     | 0.2% (-2.3)   | 0 (+0)  | 0.0%      |
| Total   | Total                                         | 441,628 | 100.0%        | 51      | 100.0%    |

La Unión Demócrata Cristiana de Alemania (CDU) y el Ministro-Presidente Peter Müller fueron elegidos por mayoría absoluta manteniendo su dominio en el estado, al ganar un escaño adicional. Por el contrario, el Partido Socialdemócrata Alemán (SPD) sufrió una derrota importante, perdiendo un tercio de sus votos, y en cuanto a escaños casi la misma cantidad. Esta derrota favoreció a Alianza 90/Los Verdes, partido excluido del Landtag en la elección anterior y al Partido Democrático Liberal del Sarre (FDP/DPS), que al igual que Los Verdes recuperó su representación parlamentaria.
Después de la elección, Peter Müller fue reinvestido Ministro-Presidente durante otros cinco años.